# Юго-Восточный железнодорожный ИТЛ
Ю́го-Восто́чный железнодоро́жный ИТЛ (Юго-Восточный железнодорожный исправительно-трудовой лагерь) — подразделение, действовавшее в структуре Главного управления исправительно-трудовых лагерей Народного комиссариата внутренних дел СССР (ГУЛАГ НКВД).
Юго-Восточный железнодорожный ИТЛ выделен в самостоятельное подразделение в структуре НКВД в 1938 году на базе расформированного в том же году Бамлага. Управление Юго-Восточного железнодорожного ИТЛ располагалось на станции Волочаевка-1 Дальневосточной железной дороги (ныне Еврейская автономная область). В оперативном командовании он подчинялся Управлению железнодорожного строительства Дальневосточного главного управления исправительно-трудовых лагерей НКВД (УЖДС ДВ ГУЛАГ).
Бурлаг расформирован в 1940 году, его лагеря и производственные мощности переданы Нижне-Амурскому исправительно-трудовому лагерю.
Основным видом производственной деятельности заключенных было железнодорожное строительство на участке Волочаевка — Комсомольск-на-Амуре и Биробиджан — Ленинское.